# Hiliamuri
Hiliamuri is een bestuurslaag in het regentschap Nias Selatan van de provincie Noord-Sumatra, Indonesië. Hiliamuri telt 514 inwoners (volkstelling 2010).